# Formula–1 brazil nagydíj

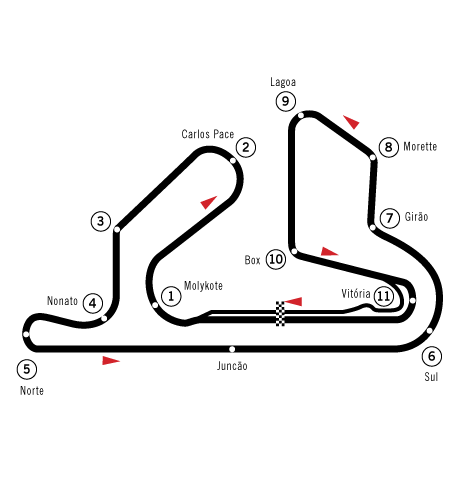
Autódromo Internacional Nelson Piquet

Old Interlagos

Az első brazil nagydíjat a Formula–1-ben 1973-ban rendezték az Autódromo José Carlos Pace versenypályán, 12 km-re São Paulo belvárosától, a Parelheiros kerületben, gyakran emlegetik Interlagos néven is. 1977-ig rendeztek itt versenyeket.
1978-ban, és 1981-től 1989-ig az Autódromo Internacional Nelson Piquet (Jacarepagua) versenypályán rendezték meg a brazil nagydíjakat, mely Rio de Janeirótól nem messze található.
1979-ben, 1980-ban és 1990-től napjainkig ismét Interlagosban rendezik a brazil nagydíjat. 2021-től São Pauló-i nagydíjnak hívják a brazil versenyt.

## Versenyek
| Év   | Győztes pilóta       | Győztes konstruktőr | Pálya       | Összefoglaló |
| ---- | -------------------- | ------------------- | ----------- | ------------ |
| 2024 | Max Verstappen       | Red Bull-RBPT       | Interlagos  | Összefoglaló |
| 2023 | Max Verstappen       | Red Bull-RBPT       | Interlagos  | Összefoglaló |
| 2022 | George Russell       | Mercedes            | Interlagos  | Összefoglaló |
| 2021 | Lewis Hamilton       | Mercedes            | Interlagos  | Összefoglaló |
| 2020 | törölve              | törölve             | törölve     | törölve      |
| 2019 | Max Verstappen       | Red Bull-Honda      | Interlagos  | Összefoglaló |
| 2018 | Lewis Hamilton       | Mercedes            | Interlagos  | Összefoglaló |
| 2017 | Sebastian Vettel     | Ferrari             | Interlagos  | Összefoglaló |
| 2016 | Lewis Hamilton       | Mercedes            | Interlagos  | Összefoglaló |
| 2015 | Nico Rosberg         | Mercedes            | Interlagos  | Összefoglaló |
| 2014 | Nico Rosberg         | Mercedes            | Interlagos  | Összefoglaló |
| 2013 | Sebastian Vettel     | Red Bull-Renault    | Interlagos  | Összefoglaló |
| 2012 | Jenson Button        | McLaren-Mercedes    | Interlagos  | Összefoglaló |
| 2011 | Mark Webber          | Red Bull-Renault    | Interlagos  | Összefoglaló |
| 2010 | Sebastian Vettel     | Red Bull-Renault    | Interlagos  | Összefoglaló |
| 2009 | Mark Webber          | Red Bull-Renault    | Interlagos  | Összefoglaló |
| 2008 | Felipe Massa         | Ferrari             | Interlagos  | Összefoglaló |
| 2007 | Kimi Räikkönen       | Ferrari             | Interlagos  | Összefoglaló |
| 2006 | Felipe Massa         | Ferrari             | Interlagos  | Összefoglaló |
| 2005 | Juan Pablo Montoya   | McLaren-Mercedes    | Interlagos  | Összefoglaló |
| 2004 | Juan Pablo Montoya   | Williams-BMW        | Interlagos  | Összefoglaló |
| 2003 | Giancarlo Fisichella | Jordan-Ford         | Interlagos  | Összefoglaló |
| 2002 | Michael Schumacher   | Ferrari             | Interlagos  | Összefoglaló |
| 2001 | David Coulthard      | McLaren-Mercedes    | Interlagos  | Összefoglaló |
| 2000 | Michael Schumacher   | Ferrari             | Interlagos  | Összefoglaló |
| 1999 | Mika Häkkinen        | McLaren-Mercedes    | Interlagos  | Összefoglaló |
| 1998 | Mika Häkkinen        | McLaren-Mercedes    | Interlagos  | Összefoglaló |
| 1997 | Jacques Villeneuve   | Williams-Renault    | Interlagos  | Összefoglaló |
| 1996 | Damon Hill           | Williams-Renault    | Interlagos  | Összefoglaló |
| 1995 | Michael Schumacher   | Benetton-Renault    | Interlagos  | Összefoglaló |
| 1994 | Michael Schumacher   | Benetton-Ford       | Interlagos  | Összefoglaló |
| 1993 | Ayrton Senna         | McLaren-Ford        | Interlagos  | Összefoglaló |
| 1992 | Nigel Mansell        | Williams-Renault    | Interlagos  | Összefoglaló |
| 1991 | Ayrton Senna         | McLaren-Honda       | Interlagos  | Összefoglaló |
| 1990 | Alain Prost          | Ferrari             | Interlagos  | Összefoglaló |
| 1989 | Nigel Mansell        | Ferrari             | Jacarepagua | Összefoglaló |
| 1988 | Alain Prost          | McLaren-Honda       | Jacarepagua | Összefoglaló |
| 1987 | Alain Prost          | McLaren-TAG         | Jacarepagua | Összefoglaló |
| 1986 | Nelson Piquet        | Williams-Honda      | Jacarepagua | Összefoglaló |
| 1985 | Alain Prost          | McLaren-TAG         | Jacarepagua | Összefoglaló |
| 1984 | Alain Prost          | McLaren-TAG         | Jacarepagua | Összefoglaló |
| 1983 | Nelson Piquet        | Brabham-BMW         | Jacarepagua | Összefoglaló |
| 1982 | Alain Prost          | Renault             | Jacarepagua | Összefoglaló |
| 1981 | Carlos Reutemann     | Williams-Ford       | Jacarepagua | Összefoglaló |
| 1980 | René Arnoux          | Renault             | Interlagos  | Összefoglaló |
| 1979 | Jacques Laffite      | Ligier-Ford         | Interlagos  | Összefoglaló |
| 1978 | Carlos Reutemann     | Ferrari             | Jacarepagua | Összefoglaló |
| 1977 | Carlos Reutemann     | Ferrari             | Interlagos  | Összefoglaló |
| 1976 | Niki Lauda           | Ferrari             | Interlagos  | Összefoglaló |
| 1975 | Carlos Pace          | Brabham-Ford        | Interlagos  | Összefoglaló |
| 1974 | Emerson Fittipaldi   | McLaren-Ford        | Interlagos  | Összefoglaló |
| 1973 | Emerson Fittipaldi   | Lotus-Ford          | Interlagos  | Összefoglaló |

## Legsikeresebb versenyzők
| Győzelmek | Versenyző          | Győztes évek                       |
| --------- | ------------------ | ---------------------------------- |
| 6         | Alain Prost        | 1982, 1984, 1985, 1987, 1988, 1990 |
| 4         | Michael Schumacher | 1994, 1995, 2000, 2002             |
| 3         | Carlos Reutemann   | 1977, 1978, 1981                   |
| 3         | Sebastian Vettel   | 2010, 2013, 2017                   |
| 3         | Lewis Hamilton     | 2016, 2018, 2021                   |
| 3         | Max Verstappen     | 2019, 2023, 2024                   |
| 2         | Emerson Fittipaldi | 1973, 1974                         |
| 2         | Nelson Piquet      | 1983, 1986                         |
| 2         | Nigel Mansell      | 1989, 1992                         |
| 2         | Ayrton Senna       | 1991, 1993                         |
| 2         | Mika Häkkinen      | 1998, 1999                         |
| 2         | Juan Pablo Montoya | 2004, 2005                         |
| 2         | Felipe Massa       | 2006, 2008                         |
| 2         | Mark Webber        | 2009, 2011                         |
| 2         | Nico Rosberg       | 2014, 2015                         |